# 花旗

花旗と呼ばれた星条旗

花旗（かき、中国語拼音: huāqí ホヮチー）は、アメリカ合衆国の国旗（星条旗）を指す中国語由来の古い呼び方の一つ。アメリカ合衆国旗を「花旗」と呼ぶところから転じ、アメリカ合衆国自体を「花旗」「花旗国」とも称した。
「花旗」という語は19世紀後半に漢字文化圏に伝播したが、現在の中国・日本・朝鮮半島においては、国名（日本では「米国」、中国や朝鮮半島では「美国/美國」）としても、国旗名（いずれも「星条旗」）としても一般的表現としてはすでに廃れている。
ベトナムでは、現在もアメリカ合衆国を「花旗」（ベトナム語：Hoa Kỳ ホア・キィ）と呼ぶ（このほか、「メリケン」の漢字音訳に「美利堅」を充てたMỹ Lợi Kiênや、それを略した「美」Mỹ ミィ も用いられている）。ベトナムにおける「アメリカ合衆国」の正式な表記はHợp Chúng Quốc Hoa Kỳ（漢字表記：合衆國花旗）である。

## 呼称の歴史
清代、広東省（粤）の人々は星条旗を「花旗」と呼んだ。
1784年、アメリカ合衆国から中国に派遣された初めての商船である「エンプレス・オブ・チャイナ号」 (Empress of China (1783)) が広州に到着した。当時の中国には、星条旗のカントンに描かれた「☆」の形状を「星」とする認識がなく、広州の人々はこれを花であると認識して「花旗」と呼んだ。
魏源『海国図志』（1841年）の第60に所載の「萬國地理全圖集」には「花旗國……因船插星旗、廣東人謂之花旗」という記述があり、徐継畬『瀛寰志略』（1849年）には「亞墨利加大國也、因其船掛花旗、故粤東呼花旗國」との叙述がある。漢文で記された書籍は漢字文化圏に広まり、日本でも『海国図志』や『瀛寰志略』が読まれた。

## 現在での使用例

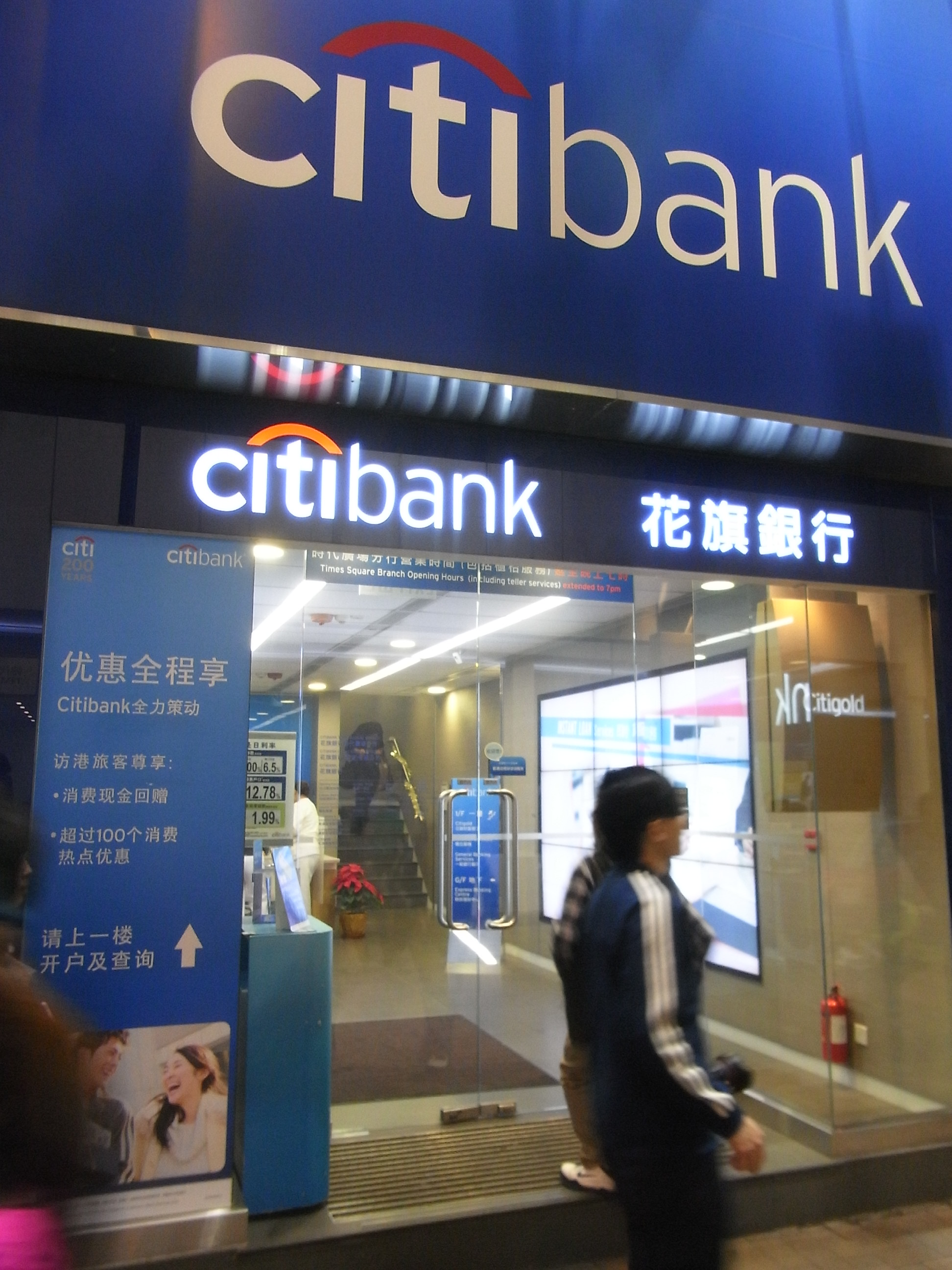
香港のシティバンク（花旗銀行）

- 中国・台湾に事業を展開するシティバンクは中国語名称を「花旗銀行」としている。ニューヨークなどのチャイナタウンのシティバンク支店でも「花旗銀行」という行名を掲示している。香港では「萬國寶通銀行」という行名で営業していたが、2001年に花旗銀行に改められた。
- 薬用ニンジンの一種であるアメリカニンジンを生薬として用いる際に、中国語で「花旗参」と記載する。日本でも「花旗参」（かきじん）と呼ぶことがある。